# 남성운동
남성 운동(男性 運動, 영어: men's movement)은 가부장제나 권위주의로 인해 여성과 마찬가지로 피해를 입은 남성들의 권리 신장을 위한 인권운동이나, 혹인 급진적 여성주의로 인해 남성의 차별을 주장하는 운동 등등 다양한 남성의 권리를 요구하는 운동을 통틀어서 의미한다.

## 주요 이슈

### 교육
남성주의 운동가들은 여자에 비해 남자에게 상대적으로 감소된 교육 성취와 동기 부여, 위기에 있는 것으로 아이들의 교육에 대해 한다.
지지자에 대한 차별과 교육 시스템에서 급진적인 여성주의가 소년의 체계적인 억압에 영향을 미친다고 비난하였다.
그들은 현재 학교에서 남성 교사보다 여성 교사의 우세가, 여자의 요구뿐만 아니라 여자를 선호하는 교육 과정 및 평가 방법에 초점을 남성과 소년에 대한 억압과 제한적인 입증한다는, 교육의 '여성화'로 설명하는 것을 비판하였다,
남성 인권 단체는 남성 역할 모델의 더 많은 수의, 경쟁력 스포츠와 학교 설정에서 소년에 대한 증가 된 책임, 남성의 증가 인식을 요구한다.
일부 보수주의적 남성운동가들은 전통적인 학교 구조를 옹호했다. 진보주의적 남성운동가들은 보다 남녀 모두 평등한 교육제도를 옹호한다.
호주에서는 남성의 권리 담론이 정부의 정책에 영향을 미쳤다; 여성주의가 활발한 영국에서도 주목되고있다

### 군대
주로 징병제가 시행되고 있는 나라에서는 일부 국가를 제외하면 대개 남성만 군에 입대하는 경우가 많은데 남성주의자들은 이를 차별이라고 주장한다. 이에 대안으로 남성주의자들은 군 가산점이나 여성징병제를 주장한다.

## 같이 보기
- 남성주의
- 남성인권 운동(MRM)